# توي دلاي غاو
توي دلاي غاو (بالإنجليزية: Tui Delai Gau)‏ في الأساطير الفيجية، توي دلاي غاو هو إله (رب) الجبال الذي يمكنه فصل يديه وجعلهم يصطادون له. يمكنه أيضًا خلع رأسه وقذفه إلى السماء ليحصل على نظرة شاملة. إنه يعيش في شجرة.